# Pivní puč
Pivní puč, pivnicový puč či Hitlerův puč byl neúspěšný pokus o nacistický státní převrat v Německu, který vedl Adolf Hitler s podporou generála Ludendorffa v pivnici v bavorském Mnichově od večera 8. listopadu do brzkých ranních hodin 9. listopadu 1923.
Po puči byla Hitlerova Národně socialistická německá dělnická strana (NSDAP) dočasně rozpuštěna a Hitler uvězněn v Landsbergu, kde sepsal svou knihu Mein Kampf. Později se mnichovské události staly součástí nacistického mýtu, zabití pučisté označeni za mučedníky, učastníkům puče uděleno jedno z nejprestižnějších ocenění – řád krve (Blutorden) a Blutfahne, „vlajka krve“ s hákovým křížem nesená při puči se stala posvátně uctívaným předmětem.

## Průběh
Dne 8. listopadu 1923 nechal Adolf Hitler obklíčit pivnici Bürgerbräukeller měšťanského pivovaru v Mnichově, kde se konala schůze představitelů bavorských elit (mj. Gustav von Kahr, Otto von Lossow, Hans von Seisser). Hitler se po boku generála Ericha Ludendorffa zúčastnil schůze. Když s projevem začal Kahr, vrhl se Hitler k pódiu s vytaženým revolverem a do pivovaru vtrhla i jeho jednotka SA, která jen čekala na povel. Během chvilky si Hitler získal podporu u davu, ale nepovedlo se mu naklonit si ani pomocí slibů, lichotek a poté i hrozeb na svou stranu hlavní vůdce, aby se přidali k „pochodu na Berlín“ a pomohli mu svrhnout tehdejší německou vládu. Se zfanatizovaným davem poté vyrazil do ulic v centru Mnichova, kde se mu ale postavila policie. Hitler vyhrožoval zastřelením rukojmí, a tak velitel policistů ustoupil. Pochod pokračoval, ale ještě se mu postavil Michael von Godin, který vedl „zelené policisty“ a ani nevyjednával, rovnou vydal rozkaz k palbě. Několik účastníků bylo zastřeleno.

## Důsledky
V důsledku krachu celé akce byla NSDAP rozpuštěna. Hitler sám byl zatčen dva dny po střelbě a postaven před soud. Místo pěti let, ke kterým byl odsouzen, si ale nakonec odseděl necelých devět měsíců ve věznici v Landsbergu. Za asistence Rudolfa Hesse tam sepsal své dílo Mein Kampf. Jeho první svazek věnoval památce padlých pučistů, kteří byli v dobách Třetí říše uctíváni jako mučedníci.

## Reakce v Československu
Československý tisk reagoval na puč na prvních stranách.

## Galerie

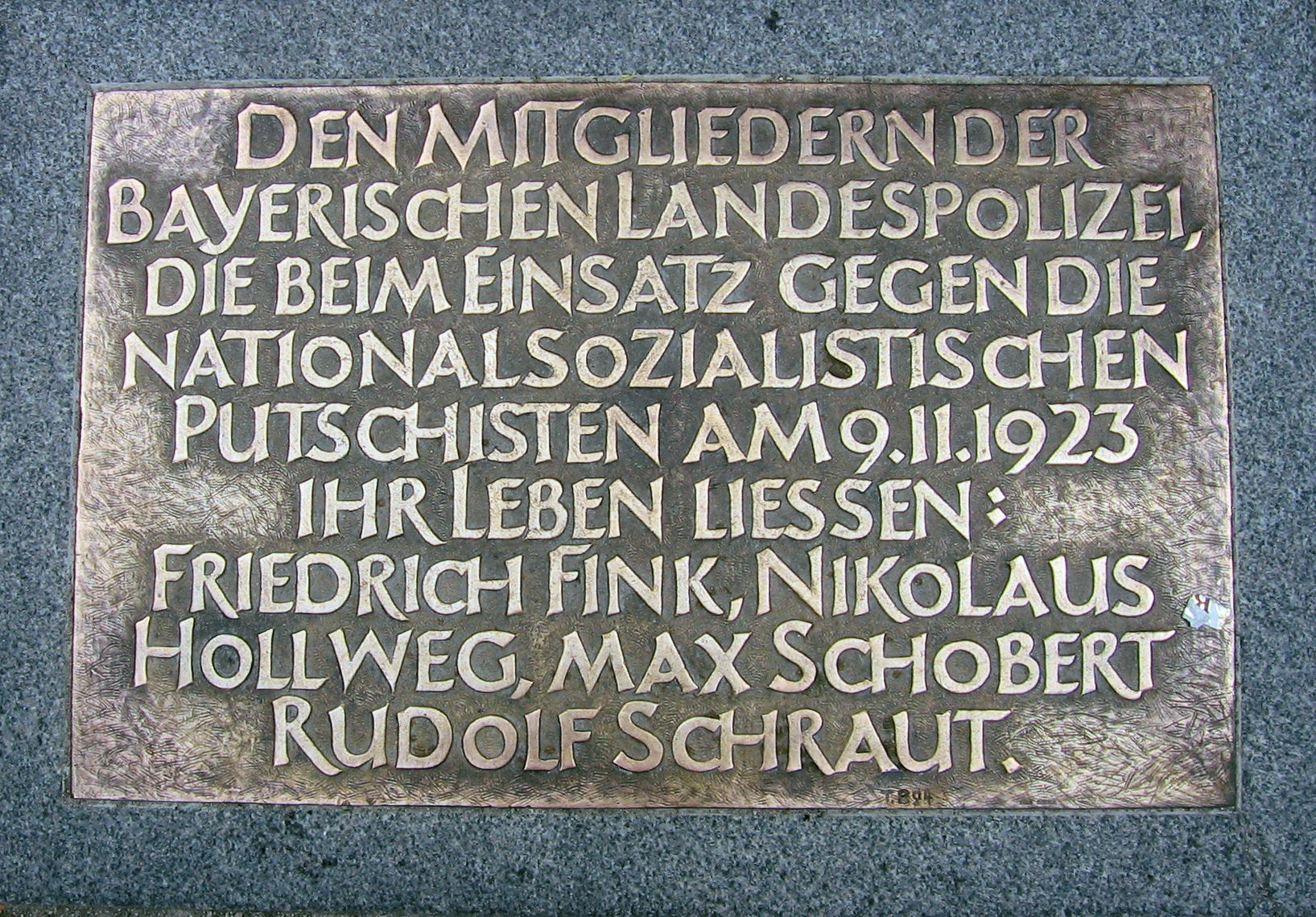
Pamětní deska na památku zabitých policistů